# Coupe du président de l'AFC 2011
Navigation
Édition précédente Édition suivante
La Coupe du président de l'AFC 2011 est la septième édition de la Coupe du président de l'AFC, la compétition mise en place par l'AFC pour les meilleures équipes des pays classés comme émergents par la confédération asiatique, la troisième et dernière catégorie des nations asiatiques.
Les clubs participants sont les vainqueurs de leur championnat national et viennent de douze pays : Bangladesh, Bhoutan, Birmanie, Cambodge, Kirghizistan, Népal, Pakistan, Sri Lanka, Tadjikistan, Taiwan, Turkmenistan et la Palestine, qui engage pour la première fois un représentant. Avec le passage à 12 équipes, la deuxième phase de la compétition évolue puisqu'une seconde phase de groupes remplace les demi-finales.
C'est le club taïwanais de Taiwan Power Company FC qui remporte la compétition, après avoir battu en finale les Cambodgiens de Phnom Penh Crown. C'est le tout premier titre continental de l'histoire du club.
Lors de cette édition, 25 rencontres se sont jouées et 90 buts ont été marqués (soit une moyenne de 3,6 buts par match). L'affluence cumulée est de 58 208 spectateurs (soit 2 328 spectateurs par match). Le meilleur buteur de la compétition est le Taïwanais Ho Ming-tsan avec 6 réalisations alors que le prix du meilleur joueur est revenu à son compatriote Chen Po-liang.

## Participants
| - Abahani Limited Champion du Bangladesh 2009-2010 - Yeedzin FC Champion du Bhoutan en 2010 - Yadanarbon FC Champion de Birmanie 2009-2010 - Phnom Penh Crown Champion du Cambodge 2010 - FC Neftchi Kotchkor-Ata Champion du Kirghizistan 2010 - Népal Police Club Champion du Népal 2010 | - Abahani Limited Champion du Bangladesh 2009-2010 - Yeedzin FC Champion du Bhoutan en 2010 - Yadanarbon FC Champion de Birmanie 2009-2010 - Phnom Penh Crown Champion du Cambodge 2010 - FC Neftchi Kotchkor-Ata Champion du Kirghizistan 2010 - Népal Police Club Champion du Népal 2010 | - Abahani Limited Champion du Bangladesh 2009-2010 - Yeedzin FC Champion du Bhoutan en 2010 - Yadanarbon FC Champion de Birmanie 2009-2010 - Phnom Penh Crown Champion du Cambodge 2010 - FC Neftchi Kotchkor-Ata Champion du Kirghizistan 2010 - Népal Police Club Champion du Népal 2010 | - Abahani Limited Champion du Bangladesh 2009-2010 - Yeedzin FC Champion du Bhoutan en 2010 - Yadanarbon FC Champion de Birmanie 2009-2010 - Phnom Penh Crown Champion du Cambodge 2010 - FC Neftchi Kotchkor-Ata Champion du Kirghizistan 2010 - Népal Police Club Champion du Népal 2010 | - Abahani Limited Champion du Bangladesh 2009-2010 - Yeedzin FC Champion du Bhoutan en 2010 - Yadanarbon FC Champion de Birmanie 2009-2010 - Phnom Penh Crown Champion du Cambodge 2010 - FC Neftchi Kotchkor-Ata Champion du Kirghizistan 2010 - Népal Police Club Champion du Népal 2010 | - Abahani Limited Champion du Bangladesh 2009-2010 - Yeedzin FC Champion du Bhoutan en 2010 - Yadanarbon FC Champion de Birmanie 2009-2010 - Phnom Penh Crown Champion du Cambodge 2010 - FC Neftchi Kotchkor-Ata Champion du Kirghizistan 2010 - Népal Police Club Champion du Népal 2010 | - WAPDA FC Champion du Pakistan 2010 - Jabal Al Mukaber Champion de Palestine en 2009-2010 - Don Bosco Sports Club Champion du Sri Lanka 2010-2011 - Istiqlol Douchanbé Champion du Tadjikistan 2010 - Taiwan Power Company FC Champion de Taipei chinois 2010 - FC Balkan Champion du Turkménistan 2010 | - WAPDA FC Champion du Pakistan 2010 - Jabal Al Mukaber Champion de Palestine en 2009-2010 - Don Bosco Sports Club Champion du Sri Lanka 2010-2011 - Istiqlol Douchanbé Champion du Tadjikistan 2010 - Taiwan Power Company FC Champion de Taipei chinois 2010 - FC Balkan Champion du Turkménistan 2010 | - WAPDA FC Champion du Pakistan 2010 - Jabal Al Mukaber Champion de Palestine en 2009-2010 - Don Bosco Sports Club Champion du Sri Lanka 2010-2011 - Istiqlol Douchanbé Champion du Tadjikistan 2010 - Taiwan Power Company FC Champion de Taipei chinois 2010 - FC Balkan Champion du Turkménistan 2010 | - WAPDA FC Champion du Pakistan 2010 - Jabal Al Mukaber Champion de Palestine en 2009-2010 - Don Bosco Sports Club Champion du Sri Lanka 2010-2011 - Istiqlol Douchanbé Champion du Tadjikistan 2010 - Taiwan Power Company FC Champion de Taipei chinois 2010 - FC Balkan Champion du Turkménistan 2010 | - WAPDA FC Champion du Pakistan 2010 - Jabal Al Mukaber Champion de Palestine en 2009-2010 - Don Bosco Sports Club Champion du Sri Lanka 2010-2011 - Istiqlol Douchanbé Champion du Tadjikistan 2010 - Taiwan Power Company FC Champion de Taipei chinois 2010 - FC Balkan Champion du Turkménistan 2010 | - WAPDA FC Champion du Pakistan 2010 - Jabal Al Mukaber Champion de Palestine en 2009-2010 - Don Bosco Sports Club Champion du Sri Lanka 2010-2011 - Istiqlol Douchanbé Champion du Tadjikistan 2010 - Taiwan Power Company FC Champion de Taipei chinois 2010 - FC Balkan Champion du Turkménistan 2010 |

## Calendrier
| Tour             | Date                  | Équipes participantes | Équipes restantes |
| ---------------- | --------------------- | --------------------- | ----------------- |
| Phase de groupes | du 20 avril au 25 mai | 12                    | 12 à 6            |
| Phase finale     | du 19 au 23 septembre | 6                     | 6 à 2             |
| Finale           | 25 septembre          | 2                     | 2 à 1             |

## Phase de groupes
Le tirage au sort de la compétition s'est déroulé le 14 mars 2011 à 15h00 à l'AFC House (Kuala Lumpur). Les deux premiers de chaque groupe se qualifient pour la phase finale. En cas d'égalité de points, les équipes sont tout d'abord départagées en fonction de la différence de buts particulière, avant d'avoir recours à la différence de buts totale.

### Groupe A
Les matchs du groupe A ont lieu au Stade Olympique à Phnom Penh (Cambodge) du 21 mai 2011 au 25 mai 2011.
| Rang | Équipe                  | Pts | J | G | N | P | Bp | Bc | Diff |  | Résultats               |  |     |     |     |
| ---- | ----------------------- | --- | - | - | - | - | -- | -- | ---- |  | ----------------------- |  | --- | --- | --- |
| 1    | FC Neftchi Kotchkor-Ata | 9   | 3 | 3 | 0 | 0 | 5  | 0  | +5   |  | FC Neftchi Kotchkor-Ata |  | 1-0 | 2-0 | 2-0 |
| 2    | Phnom Penh Crown        | 6   | 3 | 2 | 0 | 1 | 4  | 1  | +3   |  | Phnom Penh Crown        |  |     | 1-0 | 3-0 |
| 3    | Abahani Limited         | 3   | 3 | 1 | 0 | 2 | 4  | 4  | 0    |  | Abahani Limited         |  |     |     | 4-1 |
| 4    | Don Bosco Sports Club   | 0   | 3 | 0 | 0 | 3 | 1  | 9  | -8   |  | Don Bosco Sports Club   |  |     |     |     |

| 21 mai 2011 | FC Neftchi Kotchkor-Ata       | 2 – 0   | Abahani Limited Dhaka | Stade Olympique, Phnom Penh                      |                                                  |
| 13h30       | Adzhiniyazov 10e · Pavlov 33e | (2 - 0) |                       | Spectateurs : 3 000 Arbitrage : Strebre Delovski | Spectateurs : 3 000 Arbitrage : Strebre Delovski |
| 13h30       | rapport                       |         |                       | Spectateurs : 3 000 Arbitrage : Strebre Delovski | Spectateurs : 3 000 Arbitrage : Strebre Delovski |

| 21 mai 2011 | Phnom Penh Crown                       | 3 – 0   | Don Bosco Sports Club | Stade Olympique, Phnom Penh                        |                                                    |
| 16h00       | Njoku 25e · Sokumpheak 66e · Chaya 67e | (1 - 0) |                       | Spectateurs : 6 000 Arbitrage : Vladislav Tseytlin | Spectateurs : 6 000 Arbitrage : Vladislav Tseytlin |
| 16h00       | rapport                                |         |                       | Spectateurs : 6 000 Arbitrage : Vladislav Tseytlin | Spectateurs : 6 000 Arbitrage : Vladislav Tseytlin |

| 23 mai 2011 | Don Bosco Sports Club | 0 – 2   | FC Neftchi Kotchkor-Ata   | Stade Olympique, Phnom Penh                  |                                              |
| 13h30       |                       | (0 - 1) | Pavlov 23e · Baldinov 65e | Spectateurs : 3 000 Arbitrage : Pratap Singh | Spectateurs : 3 000 Arbitrage : Pratap Singh |
| 13h30       | rapport               |         |                           | Spectateurs : 3 000 Arbitrage : Pratap Singh | Spectateurs : 3 000 Arbitrage : Pratap Singh |

| 23 mai 2011 | Abahani Limited Dhaka | 0 – 1   | Phnom Penh Crown | Stade Olympique, Phnom Penh                   |                                               |
| 16h00       |                       | (0 - 0) | Chaya 80e        | Spectateurs : 6 500 Arbitrage : Rustam Kholov | Spectateurs : 6 500 Arbitrage : Rustam Kholov |
| 16h00       | rapport               |         |                  | Spectateurs : 6 500 Arbitrage : Rustam Kholov | Spectateurs : 6 500 Arbitrage : Rustam Kholov |

| 25 mai 2011 | Abahani Limited Dhaka                                     | 4 – 1   | Don Bosco Sports Club | Stade Olympique, Phnom Penh                        |                                                    |
| 13h30       | Rony 17e · Ibrahim 51e · Ibrahim 61e · Ibrahim 81e (pen.) | (1 - 1) | Arachchilage 15e      | Spectateurs : 1 000 Arbitrage : Vladislav Tseytlin | Spectateurs : 1 000 Arbitrage : Vladislav Tseytlin |
| 13h30       | rapport                                                   |         |                       | Spectateurs : 1 000 Arbitrage : Vladislav Tseytlin | Spectateurs : 1 000 Arbitrage : Vladislav Tseytlin |

| 25 mai 2011 | Phnom Penh Crown | 0 – 1   | FC Neftchi Kotchkor-Ata | Stade Olympique, Phnom Penh                      |                                                  |
| 16h00       |                  | (0 - 0) | Adzhiniyazov 79e        | Spectateurs : 7 000 Arbitrage : Strebre Delovski | Spectateurs : 7 000 Arbitrage : Strebre Delovski |
| 16h00       | rapport          |         |                         | Spectateurs : 7 000 Arbitrage : Strebre Delovski | Spectateurs : 7 000 Arbitrage : Strebre Delovski |

### Groupe B
Les matchs du groupe B ont lieu du 13 au 17 mai 2011 à Rangoun (Birmanie), au Aung San Stadium et au Stade Thuwunna.
| Rang | Équipe             | Pts | J | G | N | P | Bp | Bc | Diff |  | Résultats          |  |     |     |     |
| ---- | ------------------ | --- | - | - | - | - | -- | -- | ---- |  | ------------------ |  | --- | --- | --- |
| 1    | Istiqlol Douchanbé | 7   | 3 | 2 | 1 | 0 | 11 | 1  | +10  |  | Istiqlol Douchanbé |  | 1-1 | 2-0 | 8-0 |
| 2    | Yadanarbon FC T    | 7   | 3 | 2 | 1 | 0 | 11 | 4  | +7   |  | Yadanarbon FC T    |  |     | 4-3 | 1-1 |
| 3    | Jabal Al Mukaber   | 3   | 3 | 1 | 0 | 2 | 10 | 6  | +4   |  | Jabal Al Mukaber   |  |     |     | 7-0 |
| 4    | Yeedzin FC         | 0   | 3 | 0 | 0 | 3 | 0  | 21 | -21  |  | Yeedzin FC         |  |     |     |     |

| 13 mai 2011 | Yadanarbon FC                                                 | 6 – 0   | Yeedzin FC | Stade Thuwunna, Rangoun                            |                                                    |
| 15h30       | Paing 4e · Soe 11e · Soe 15e · Soe 36e · Koné 40e · Paing 50e | (5 - 0) |            | Spectateurs : 4 000 Arbitrage : Dmitriy Mashentsev | Spectateurs : 4 000 Arbitrage : Dmitriy Mashentsev |
| 15h30       | rapport                                                       |         |            | Spectateurs : 4 000 Arbitrage : Dmitriy Mashentsev | Spectateurs : 4 000 Arbitrage : Dmitriy Mashentsev |

| 13 mai 2011 | Istiqlol Douchanbé           | 2 – 0   | Jabal Al Mukaber | Stade Thuwunna, Rangoun                        |                                                |
| 18h00       | Fatkhuloev 58e · Rabimov 89e | (0 - 0) |                  | Spectateurs : 1 500 Arbitrage : Kim Jong-Hyeok | Spectateurs : 1 500 Arbitrage : Kim Jong-Hyeok |
| 18h00       | rapport                      |         |                  | Spectateurs : 1 500 Arbitrage : Kim Jong-Hyeok | Spectateurs : 1 500 Arbitrage : Kim Jong-Hyeok |

| 15 mai 2011 | Yeedzin FC | 0 – 8   | Istiqlol Douchanbé | Stade Thuwunna, Rangoun                                |                                                        |
| 15h30       |            | (0 - 3) | Fatkhuloev 16e · Vasiev 24e · Fatkhuloev 30e · Tokhirov 56e · Tokhirov 63e · Tokhirov 70e · Tokhirov 76e · Saburov 90+2e | Spectateurs : 1 200 Arbitrage : Hettikamkanamge Perera | Spectateurs : 1 200 Arbitrage : Hettikamkanamge Perera |
| 15h30       | rapport    |         | | Spectateurs : 1 200 Arbitrage : Hettikamkanamge Perera | Spectateurs : 1 200 Arbitrage : Hettikamkanamge Perera |

| 15 mai 2011 | Jabal Al Mukaber                         | 3 – 4   | Yadanarbon FC                                         | Stade Thuwunna, Rangoun                         |                                                 |
| 18h00       | Maraaba 8e · Aliwisat 27e · Al Amour 39e | (3 - 2) | Hasan 41e (csc) · Paing 45+3e · Paing 58e · Soe 90+4e | Spectateurs : 4 500 Arbitrage : Hedayat Mombeni | Spectateurs : 4 500 Arbitrage : Hedayat Mombeni |
| 18h00       | rapport                                  |         |                                                       | Spectateurs : 4 500 Arbitrage : Hedayat Mombeni | Spectateurs : 4 500 Arbitrage : Hedayat Mombeni |

| 17 mai 2011 | Yadanarbon FC      | 1 – 1   | Istiqlol Douchanbé | Stade Thuwunna, Rangoun                                |                                                        |
| 15h30       | Paing 90+3e (pen.) | (0 - 0) | Davronov 57e       | Spectateurs : 6 000 Arbitrage : Hettikamkanamge Perera | Spectateurs : 6 000 Arbitrage : Hettikamkanamge Perera |
| 15h30       | rapport            |         |                    | Spectateurs : 6 000 Arbitrage : Hettikamkanamge Perera | Spectateurs : 6 000 Arbitrage : Hettikamkanamge Perera |

| 17 mai 2011 | Jabal Al Mukaber                                                                                | 7 – 0   | Yeedzin FC | Aung San Stadium, Rangoun                        |                                                  |
| 15h30       | A.Aliwisat 2e · Halman 9e · S.Aliwisat 2e · Al Amour 33e · Al Amour 44e · Khatib 64e · Wadi 80e | (5 - 0) |            | Spectateurs : 200 Arbitrage : Dmitriy Mashentsev | Spectateurs : 200 Arbitrage : Dmitriy Mashentsev |
| 15h30       | rapport                                                                                         |         |            | Spectateurs : 200 Arbitrage : Dmitriy Mashentsev | Spectateurs : 200 Arbitrage : Dmitriy Mashentsev |

### Groupe C
Les matchs du groupe C ont lieu 20 avril 2011 au 24 avril 2011 à Katmandou (Népal), sur les pelouses du Stade Dasarath Rangasala et du Halchowk Stadium.
| Rang | Équipe                  | Pts | J | G | N | P | Bp | Bc | Diff |  | Résultats               |  |     |     | Drapeau du Népal |
| ---- | ----------------------- | --- | - | - | - | - | -- | -- | ---- |  | ----------------------- |  | --- | --- | ---------------- |
| 1    | Taiwan Power Company FC | 7   | 3 | 2 | 1 | 0 | 5  | 1  | +4   |  | Taiwan Power Company FC |  | 1-1 | 3-0 | 1-0              |
| 2    | FC Balkan               | 7   | 3 | 2 | 1 | 0 | 4  | 1  | +3   |  | FC Balkan               |  |     | 1-0 | 2-0              |
| 3    | WAPDA FC                | 3   | 3 | 1 | 0 | 2 | 2  | 4  | -2   |  | WAPDA FC                |  |     |     | 2-0              |
| 4    | Népal Police Club       | 0   | 3 | 0 | 0 | 3 | 0  | 5  | -5   |  | Népal Police Club       |  |     |     |                  |

| 20 avril 2011 | Népal Police Club | 0 – 2   | WAPDA FC                 | Stade Dasarath Rangasala, Katmandou            |                                                |
| 15h30         |                   | (0 - 1) | Mehmood 39e · Pathan 88e | Spectateurs : 3 000 Arbitrage : Marai Al Awaji | Spectateurs : 3 000 Arbitrage : Marai Al Awaji |
| 15h30         | rapport           |         |                          | Spectateurs : 3 000 Arbitrage : Marai Al Awaji | Spectateurs : 3 000 Arbitrage : Marai Al Awaji |

| 20 avril 2011 | Taiwan Power Company FC | 1 – 1   | FC Balkan     | Halchowk Stadium, Katmandou                |                                            |
| 15h30         | Ho 67e                  | (0 - 1) | Alikperow 36e | Spectateurs : 600 Arbitrage : Ko Hyung-Jin | Spectateurs : 600 Arbitrage : Ko Hyung-Jin |
| 15h30         | rapport                 |         |               | Spectateurs : 600 Arbitrage : Ko Hyung-Jin | Spectateurs : 600 Arbitrage : Ko Hyung-Jin |

| 22 avril 2011 | WAPDA FC | 0 – 3   | Taiwan Power Company FC     | Halchowk Stadium, Katmandou                      |                                                  |
| 15h30         |          | (0 - 1) | Pan 41e · Chen 55e · Ho 65e | Spectateurs : 350 Arbitrage : Yadollah Jahanbazi | Spectateurs : 350 Arbitrage : Yadollah Jahanbazi |
| 15h30         | rapport  |         |                             | Spectateurs : 350 Arbitrage : Yadollah Jahanbazi | Spectateurs : 350 Arbitrage : Yadollah Jahanbazi |

| 22 avril 2011 | FC Balkan                    | 2 – 0   | Népal Police Club | Stade Dasarath Rangasala, Katmandou         |                                             |
| 15h30         | Kuçerenkow 41e · Diwanow 52e | (1 - 0) |                   | Spectateurs : 1 000 Arbitrage : Sgt Win Cho | Spectateurs : 1 000 Arbitrage : Sgt Win Cho |
| 15h30         | rapport                      |         |                   | Spectateurs : 1 000 Arbitrage : Sgt Win Cho | Spectateurs : 1 000 Arbitrage : Sgt Win Cho |

| 24 avril 2011 | Népal Police Club | 0 – 1   | Taiwan Power Company FC | Stade Dasarath Rangasala, Katmandou          |                                              |
| 15h30         |                   | (0 - 0) | Chiang 67e              | Spectateurs : 1 000 Arbitrage : Ko Hyung-Jin | Spectateurs : 1 000 Arbitrage : Ko Hyung-Jin |
| 15h30         | rapport           |         |                         | Spectateurs : 1 000 Arbitrage : Ko Hyung-Jin | Spectateurs : 1 000 Arbitrage : Ko Hyung-Jin |

| 24 avril 2011 | FC Balkan   | 1 – 0   | WAPDA FC | Halchowk Stadium, Katmandou                  |                                              |
| 15h30         | Diwanow 31e | (1 - 0) |          | Spectateurs : 600 Arbitrage : Marai Al Awaji | Spectateurs : 600 Arbitrage : Marai Al Awaji |
| 15h30         | rapport     |         |          | Spectateurs : 600 Arbitrage : Marai Al Awaji | Spectateurs : 600 Arbitrage : Marai Al Awaji |

## Phase finale
Le 14 juin 2011, le comité d'organisation de la compétition décide que Taïwan sera la nation hôte pour la phase finale. Celle-ci se déroule au Stade national, à Kaohsiung du 19 septembre 2011 au 25 septembre 2011.
Le tirage au sort de cette phase s'est déroulé le 29 juillet 2011 à partir de 16h à l'AFC House à Kuala Lumpur (Malaisie). Les équipes sont divisées en 2 groupes de 3 et les premiers de chaque groupe se qualifient pour la finale. Celle-ci se déroule sur un match sec avec prolongation et tirs au but si nécessaire.

### Groupe A
| Rang | Équipe                  | Pts | J | G | N | P | Bp | Bc | Diff |  | Résultats               |  |     |     |
| ---- | ----------------------- | --- | - | - | - | - | -- | -- | ---- |  | ----------------------- |  | --- | --- |
| 1    | Taiwan Power Company FC | 6   | 2 | 2 | 0 | 0 | 6  | 3  | +3   |  | Taiwan Power Company FC |  | 4-3 | 2-0 |
| 2    | FC Balkan               | 1   | 2 | 0 | 1 | 1 | 4  | 5  | -1   |  | FC Balkan               |  |     | 1-1 |
| 3    | Istiqlol Douchanbé      | 1   | 2 | 0 | 1 | 1 | 1  | 3  | -2   |  | Istiqlol Douchanbé      |  |     |     |

| 19 septembre 2011 | Istiqlol Douchanbé | 0 – 2   | Taiwan Power Company FC | Stade national, Kaohsiung                      |                                                |
| 19h00             |                    | (0 - 2) | Chen 39e · Chiang 41e   | Spectateurs : 1 435 Arbitrage : Marai Al Awaji | Spectateurs : 1 435 Arbitrage : Marai Al Awaji |
| 19h00             | rapport            |         |                         | Spectateurs : 1 435 Arbitrage : Marai Al Awaji | Spectateurs : 1 435 Arbitrage : Marai Al Awaji |

| 21 septembre 2011 | FC Balkan   | 1 – 1   | Istiqlol Douchanbé | Stade national, Kaohsiung                         |                                                   |
| 16h00             | Gurbani 23e | (1 - 1) | Tokhirov 45+1e     | Spectateurs : 209 Arbitrage : Akbar Bakhshi Zadeh | Spectateurs : 209 Arbitrage : Akbar Bakhshi Zadeh |
| 16h00             | rapport     |         |                    | Spectateurs : 209 Arbitrage : Akbar Bakhshi Zadeh | Spectateurs : 209 Arbitrage : Akbar Bakhshi Zadeh |

| 23 septembre 2011 | Taiwan Power Company FC                 | 4 – 3   | FC Balkan                        | Stade national, Kaohsiung                      |                                                |
| 19h00             | Ho 57e, 66e (pen.) · Kuo 81e · Chen 87e | (0 - 2) | Gurbani 24e, 25e · Garahanow 62e | Spectateurs : 2 067 Arbitrage : Kim Jong-hyeok | Spectateurs : 2 067 Arbitrage : Kim Jong-hyeok |
| 19h00             | rapport                                 |         |                                  | Spectateurs : 2 067 Arbitrage : Kim Jong-hyeok | Spectateurs : 2 067 Arbitrage : Kim Jong-hyeok |

### Groupe B
| Rang | Équipe                  | Pts | J | G | N | P | Bp | Bc | Diff |  | Résultats               |  |     |     |
| ---- | ----------------------- | --- | - | - | - | - | -- | -- | ---- |  | ----------------------- |  | --- | --- |
| 1    | Phnom Penh Crown        | 6   | 2 | 2 | 0 | 0 | 6  | 1  | +5   |  | Phnom Penh Crown        |  | 2-1 | 4-0 |
| 2    | FC Neftchi Kotchkor-Ata | 3   | 2 | 1 | 0 | 1 | 9  | 4  | +5   |  | FC Neftchi Kotchkor-Ata |  |     | 8-2 |
| 3    | Yadanarbon FC T         | 0   | 2 | 0 | 0 | 2 | 2  | 12 | -10  |  | Yadanarbon FC T         |  |     |     |

| 19 septembre 2011 | Phnom Penh Crown      | 2 – 1   | FC Neftchi Kotchkor-Ata | Stade national, Kaohsiung                    |                                              |
| 16h00             | Njoku 35e · Chaya 56e | (1 - 0) | Alimov 79e              | Spectateurs : 118 Arbitrage : Kim Jong-Hyeok | Spectateurs : 118 Arbitrage : Kim Jong-Hyeok |
| 16h00             | rapport               |         |                         | Spectateurs : 118 Arbitrage : Kim Jong-Hyeok | Spectateurs : 118 Arbitrage : Kim Jong-Hyeok |

| 21 septembre 2011 | Yadanarbon FC | 0 – 4   | Phnom Penh Crown                                    | Stade national, Kaohsiung                              |                                                        |
| 19h00             |               | (0 - 3) | Njoku 3e · Sokumpheak 22e · Sopanha 32e · Njoku 83e | Spectateurs : 422 Arbitrage : Mohammed Abdullah Hassan | Spectateurs : 422 Arbitrage : Mohammed Abdullah Hassan |
| 19h00             | rapport       |         |                                                     | Spectateurs : 422 Arbitrage : Mohammed Abdullah Hassan | Spectateurs : 422 Arbitrage : Mohammed Abdullah Hassan |

| 23 septembre 2011 | FC Neftchi Kotchkor-Ata                                                                                                   | 8 – 2   | Yadanarbon FC                    | Stade national, Kaohsiung                         |                                                   |
| 16h00             | Pavlov 5e · Djamshidov 33e · Pavlov 73e · Dzhumataev 79e · Dzhalilov 86e · Djamshidov 87e · Dzhumataev 90e · Pavlov 90+2e | (2 - 1) | Soe 35e · Rakhmanjonov 47e (csc) | Spectateurs : 269 Arbitrage : Akbar Bakhshi Zadeh | Spectateurs : 269 Arbitrage : Akbar Bakhshi Zadeh |
| 16h00             | rapport |         |                                  | Spectateurs : 269 Arbitrage : Akbar Bakhshi Zadeh | Spectateurs : 269 Arbitrage : Akbar Bakhshi Zadeh |

## Finale
| 25 septembre 2011 | Phnom Penh Crown            | 2 – 3 | Taiwan Power Company FC   | Stade national, Kaohsiung                      |                                                |
| 19h00             | Njoku 34e · Sovannrithy 82e |       | Ho 2e · Ho 47e · Chen 67e | Spectateurs : 3 238 Arbitrage : Marai Al Awaji | Spectateurs : 3 238 Arbitrage : Marai Al Awaji |
| 19h00             | Rapport                     |       |                           | Spectateurs : 3 238 Arbitrage : Marai Al Awaji | Spectateurs : 3 238 Arbitrage : Marai Al Awaji |

| PHNOM PENH CROWN |    |                     |                  |       |       |
|                  |    |                     |                  |       |       |
| G                | 1  | Drapeau du Cambodge | Peng Bunchay     |       |       |
| D                | 3  | Drapeau du Cambodge | Thul Sothearith  | 52e   |       |
| D                | 4  | Drapeau du Cambodge | Tieng Tiny       | 28e   | 66e   |
| D                | 12 | Drapeau du Nigeria  | Odion Obadin     | 60e   |       |
| D                | 14 | Drapeau du Cambodge | Sun Sovannrithy  | 90+4e |       |
| M                | 8  | Drapeau du Cambodge | San Narith       | 90+4e |       |
| M                | 23 | Drapeau du Cambodge | Sun Sopanha      |       | 79e   |
| M                | 27 | Drapeau du Cambodge | Khim Borey       |       | 69e   |
| A                | 9  | Drapeau du Cambodge | Chan Chaya       | 79e   | 90+4e |
| A                | 10 | Drapeau du Cambodge | Kouch Sokumpheak |       |       |
| A                | 20 | Drapeau du Nigeria  | Kingsley Njoku   |       |       |
| Remplaçants :    |    |                     |                  |       |       |
| D                | 6  | Drapeau du Cambodge | Sok Sovan        |       | 66e   |
| A                | 19 | Drapeau du Cambodge | Sok Pheng        | 78e   | 69e   |
| M                | 13 | Drapeau du Cambodge | Hong Ratana      |       | 79e   |
| Entraineur :     |    |                     |                  |       |       |
| David Booth      |    |                     |                  |       |       |

| TAIWAN POWER COMPANY FC |    |                           |                  |     |     |
|                         |    |                           |                  |     |     |
| G                       | 1  | Drapeau du Taipei chinois | Pan Wei-chih     |     |     |
| D                       | 3  | Drapeau du Taipei chinois | Tu Ming-feng     |     |     |
| D                       | 5  | Drapeau du Taipei chinois | Chen Yu-lin      | 77e |     |
| D                       | 12 | Drapeau du Taipei chinois | Chen Yi-wei      |     | 87e |
| D                       | 15 | Drapeau du Taipei chinois | Liang Chien-wei  |     |     |
| D                       | 17 | Drapeau du Taipei chinois | Lee Meng-chian   |     |     |
| M                       | 7  | Drapeau du Taipei chinois | He Ming-chan     |     | 73e |
| M                       | 10 | Drapeau du Taipei chinois | Hung Kai-chun    |     |     |
| M                       | 11 | Drapeau du Taipei chinois | Feng Pao-hsing   |     |     |
| M                       | 26 | Drapeau du Taipei chinois | Chen Po-liang    |     |     |
| A                       | 9  | Drapeau du Taipei chinois | Kuo Yin-hung     |     |     |
| Remplaçants :           |    |                           |                  |     |     |
| D                       | 16 | Drapeau du Taipei chinois | Tsai Sheng-an    |     | 73e |
| A                       | 23 | Drapeau du Taipei chinois | Huang Chiu-ching |     | 87e |
|                         |    |                           |                  |     |     |
| Entraineur :            |    |                           |                  |     |     |
| Chen Kuei-jen           |    |                           |                  |     |     |

| ---------------------- Arbitres assistants : Nassir Al Mudhaffar Mohamed Salman Quatrième arbitre : Mohammed Hassan Mohamed |

## Récompenses
Meilleur joueur :  Chen Po-liang (Taiwan Power Company FC)
Meilleur buteur :  Ho Ming-tsan (Taiwan Power Company FC)
Prix du fair-play :  FC Neftchi Kotchkor-Ata

## Classement des buteurs
| Place | Joueur           | Club                    | Buts |
| ----- | ---------------- | ----------------------- | ---- |
| 1     | Ho Ming-tsan     | Taiwan Power Company FC | 6    |
| 2     | Yan Paing        | Yadanarbon FC           | 5    |
| 2     | Pai Soe          | Yadanarbon FC           | 5    |
| 2     | Farkhod Tokhirov | Istiqlol Douchanbé      | 5    |
| 2     | Pavel Pavlov     | FC Neftchi Kotchkor-Ata | 5    |
| 2     | Kingsley Njoku   | Phnom Penh Crown        | 5    |